# ابراهیم‌آباد علیا
ابراهیم‌آباد علیا روستایی در دهستان میامی بخش مرکزی شهرستان میامی استان سمنان ایران است.

## جمعیت
بر پایه سرشماری عمومی نفوس و مسکن در سال ۱۳۹۵ جمعیت این روستا ۱٬۲۸۴ نفر (۴۰۹خانوار) بوده‌است.